# Comellans
Comellans és una partida del terme municipal de Conca de Dalt, a l'antic terme de Toralla i Serradell, en territori del poble de Toralla.
Està situat a llevant de Toralla, al nord de la Carretera de Toralla, al costat de llevant de la Costa. És al sud-oest de la partida de Saviner.